# Paraphareus
Paraphareus is een geslacht van hooiwagens uit de familie Stygnidae.
De wetenschappelijke naam Paraphareus is voor het eerst geldig gepubliceerd door C.J.Goodnight & M.L.Goodnight in 1943. 

## Soorten
Paraphareus is monotypisch en omvat slechts de volgende soort:
- Paraphareus tatei